# P2Y12
P2Y12는 아데노신 이인산과 결합하는 화학수용기이다. G 단백질 연결 수용체 그룹의 Gi 알파 서브유닛에 속한다. 이 P2Y 수용체 군에는 약학적으로 다르게 반응하는 몇 개의 아형들이 있고 아데노신과 유리딘을 베이스로 하는 다양한 뉴클레오타이드와 중복적으로 반응한다. P2Y12 수용기는 혈소판의 활성화에 관여하기 때문에 혈전증이나 여러 혈액 응고 질환의 치료에서 생물학적 표적으로 삼는다. 유전체에 있는 P2Y12 유전자에서 만들어지는데 서로 다른 구조의 이형질체들이 있다.
퓨린성 신호체계에서 P2Y12 단백질은 주로 혈소판에서 발견되며 혈액 응고 조절에 중요한 역할을 한다.
P2Y12 억제제로는 클로피도그렐, 사르포그렐레이트 등이 있다.
PGE1의 작용은 P2Y1의 활성화를 억제시키며, 따라서 혈소판 테스트를 통해 온전히 P2Y12의 활성화 여부를 확인할 수 있도록 만든다.

## 수용체에 사용되는 응고인자
응고인자 번호는 I, II, III, IV, V, VII, VIII, IX, X, XI, XII, XIII이며, 없는 것이 2개가 있다(6번의 '없음'과는 다르다).
1. 피브리노겐
2. 프로트롬빈(proThrombin)
3. 조직인자(tissue factor)
4. Ca2+
5. 불안정인자(ACglobulin)
6. (없음)
7. 안정인자(proconvertin)
8. 항혈우병인자(AHF, AHG)
9. Christmas factor(PTC)
10. Stuart-Prower factor
11. PTA
12. Hageman factor
13. 피브린 안정화 인자

없음: prekallikrein
없음: 고분자(HMW) kininogen